# Vestas V164
Vestas V164-8MW je vetrna turbina, ki jo trenutno razvija dansko podjetje Vestas. Prvo poskusno enoto so namestili 2013, prvo serijsko pa leta 2014.
Z nazivno močjo 8 MW je trenutno najmočnejša vetrna turbina na svetu, prav tako ima največji premer rotorja 164 metrov. Presek rotorja je 21124 m2. Celotna višina je 220 metrov. Razlog za razvoj turbine je zmanjšati stroške vzdrževanja vetrnih polj, s tem da se obratuje manjše število močnejših turbin.
Sprva je imela oznako Vestas V164-7,0 MW, potem so povečali moč na 8,0 MW.   Obratovati je začela januarja 2014.